# Derren Brown
Derren Victor Brown (Londra, 27 febbraio 1971) è un illusionista, scrittore, scettico e ipnotista britannico, specializzato principalmente nel mentalismo.
Brown è conosciuto per le sue apparizioni in special televisivi, produzioni teatrali e serie televisive inglesi come Trick of the Mind e Trick or Treat. Dal momento della prima trasmissione del suo show Derren Brown: Mind Control nel 2000, Brown è diventato sempre più noto per le sue performance di lettura della mente. Ha scritto libri per i maghi e anche per il pubblico in generale.
Anche se le sue performance di lettura della mente e altre gesta di mentalismo, come quelle di molti artisti del ramo, possono sembrare il risultato di pratiche psichiche o poteri paranormali, lui afferma di non avere tali abilità e spesso denuncia coloro che lo fanno. Brown afferma all'inizio del suo trucco dei programmi di mente che egli raggiunge i suoi risultati utilizzando una combinazione di "magia, suggestione, psicologia, depistaggio e spettacolo". Ha spiegato alcune delle sue tecniche al grande pubblico nel libro Trick of the Mind ("I trucchi della mente"), anche se per effettuare esperimenti di illusionismo e mentalismo a questo livello, occorre dedicare ad essi un lavoro di numerosi anni, come egli stesso afferma.
Brown è specializzato anche in micromagia (close-up magic), in particolare cartomagia, ma si dedica soprattutto al mentalismo, tanto da essere riconosciuto come uno dei più celebri mentalisti contemporanei, assieme a Max Maven ed altri famosi nomi.

## Biografia

### Famiglia
Brown è nato da Bob e Chris Brown a Purley, Croydon (Londra). Ha un fratello, che è nove anni più giovane di lui. Brown è stato istruito privatamente presso Scuola Whitgift in South Croydon (dove il padre era allenatore di nuoto), e ha studiato legge e tedesco presso l'Università di Bristol. Mentre era lì, ha frequentato uno spettacolo dell'ipnotizzatore Martin S. Taylor, che lo ispirò a impegnarsi nell'illusionismo e l'ipnosi come carriera. Mentre studiava per la laurea, ha iniziato a lavorare come prestigiatore, eseguendo il tradizionale illusionismo in bar e ristoranti. Nel 1992 ha iniziato a svolgere spettacoli teatrali presso l'Università di Bristol sotto il nome d'arte di Darren Brown e non Derren.

### Posizione su religione e paranormale
Brown era un cristiano evangelico nella sua adolescenza, ed è diventato ateo a vent'anni. Nella serie di documentari di Richard Dawkins "I nemici della ragione", dove Brown ha spiegato le varie tecniche psicologiche utilizzate da sensitivi presunti e medium spirituali per manipolare il loro pubblico, Brown ha anche detto che ha cercato di rafforzare la sua fede e di fornire risposte alle critiche comuni della religione tramite la lettura della Bibbia e di altri testi religiosi cristiani, ma nel farlo non ha trovato nessuna delle risposte che cercava e venne alla conclusione che la sua fede (nel cristianesimo) non aveva alcun fondamento.
Brown è molto critico nei confronti del fondamentalismo religioso e del paranormale, e considera quasi tutti i cosiddetti sensitivi come dei ciarlatani, sia che siano in malafede, quindi consapevoli di approfittare delle persone (ricorrendo a tecniche di cold e hot reading o a trucchi spiccioli), sia che siano davvero convinti dei loro poteri, attribuendo loro stessi valore magico ad una semplice abilità nell'osservazione e nella psicologia.

### Vita personale
Il sito Big Issue descrisse Brown come "giocosamente mendace". Anche se è stato detto che Brown è bandito da tutti i casinò in Gran Bretagna, altre fonti riportano che i casinò accolgono le sue visite pubbliche.
In un'intervista con l'Independent nel 2007, Brown ha dichiarato di essere gay. In un'intervista con Radio Times nel 2011 Brown ha parlato di più sulla sua sessualità, affermando di essere molto felice in una relazione. Egli disse: "Ho passato un sacco di tempo a pensare a me e lavorare su quello che volevo essere prima di avere un rapporto. In un certo senso, è un male, perché si entra in relazione piuttosto tardi, senza un sacco di esperienza e si ha molto da imparare. Ma può anche essere eccitante. Certo, è bello avere qualcuno che si ama ed è bello amare qualcun altro ".
Dal 2004 Brown è stato il "padrino" del Parrot Zoo Trust Friskney nel Lincolnshire orientale nei pressi di Boston, un centro per la cura e l'esposizione dei pappagalli. In un'intervista con la rivista LeftLion ha detto "Io sono un grande fan dei pappagalli. Sono creature affascinanti. Molti di loro vivono più a lungo di noi esseri umani ed è interessante per me il modo in cui imparano a imitare la voce umana, anche se in realtà non comprendono quello che dicono ".

## Mentalismo

### Trucchi edepistaggio
Brown si basa molto sul depistaggio ("misdirection") per i suoi trucchi, aiutato dal pubblico che lo vede come avesse profonde intuizioni psicologiche. Egli si basa su una vasta gamma di tecniche per evitare che il pubblico deduca le tecniche che ha usato.

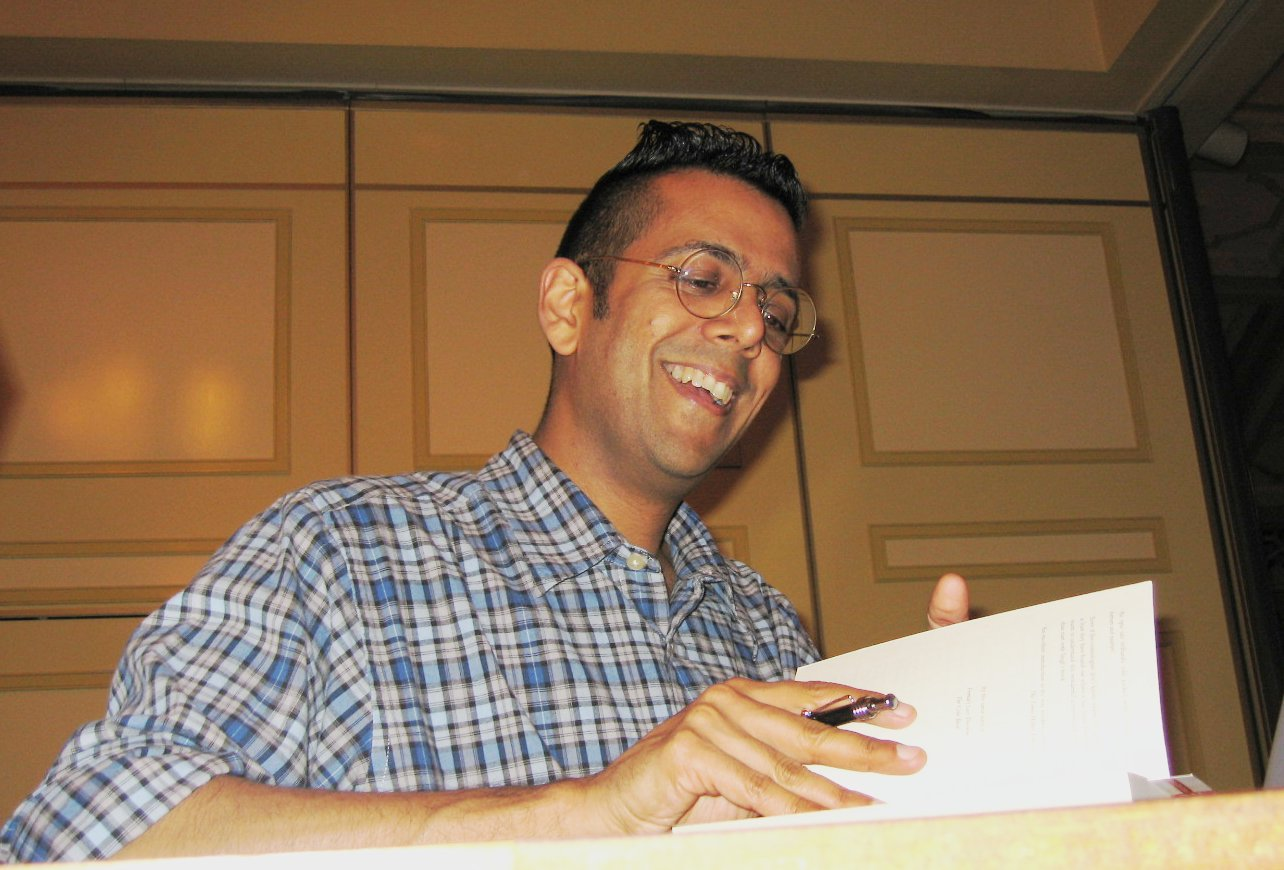
Lo scrittore e divulgatore scientifico Simon Singh

In un articolo del Daily Telegraph del 2003, Simon Singh ha criticato prime apparizioni televisive di Brown, sostenendo che ha presentato la magia e gli effetti del mentalismo, come ad esempio il classico "Ten Card Poker Deal", come autentica manipolazione psicologica. In televisione e negli spettacoli dal vivo Brown appare spesso per mostrare al pubblico come un effetto particolare è stato creato, e afferma di utilizzare tecniche come messaggi subliminali, l'ipnosi, e la lettura del linguaggio del corpo. Le affermazioni di Singh è che queste spiegazioni sono disoneste. Inoltre, Singh si è lamentato che nel sito di Channel 4 il programma viene classificato nella sezione "Science". Il mini-sito è stato spostato a Entertainment per la serie successiva.
Nell'ottobre del 2010 Brown ha ammesso che Singh possa aver avuto in parte ragione, spiegando che all'inizio della sua carriera televisiva "Stavo esagerando, sopravvalutando le mie capacità. Ho pensato che ci sarebbe stato solo uno spettacolo, quindi ho deciso di andare fino in fondo". Nel suo libro Trucchi della Mente, Brown scrive: "Sono spesso disonesto nelle mie tecniche, ma sempre onesto circa la mia disonestà. Come dico in ogni spettacolo, "è un insieme di magia, suggestione, psicologia, depistaggio e abilità da showman". Ammetto di barare felicemente, fa tutto parte del gioco. Spero che il divertimento per lo spettatore deriva dal non sapere ciò che è reale e ciò che non lo è. Sono un artista prima di tutto, e io sono attento a non attraversare qualsiasi linea morale che mi avrebbe portato a manipolare le decisioni della vita reale della gente o i sistemi di credenze.
Brown sostiene di non usare mai attori o "tirapiedi" nel suo lavoro, senza informare i telespettatori. In Trucchi della Mente, Brown scrive che utilizzare tale stratagemma è "artisticamente ripugnante e semplicemente inutile", inoltre, egli "non vorrebbe che alcun partecipante vedesse il programma TV quando va in onda e veda una versione rieditata o radicalmente diversa da quello che pensava fosse successo".

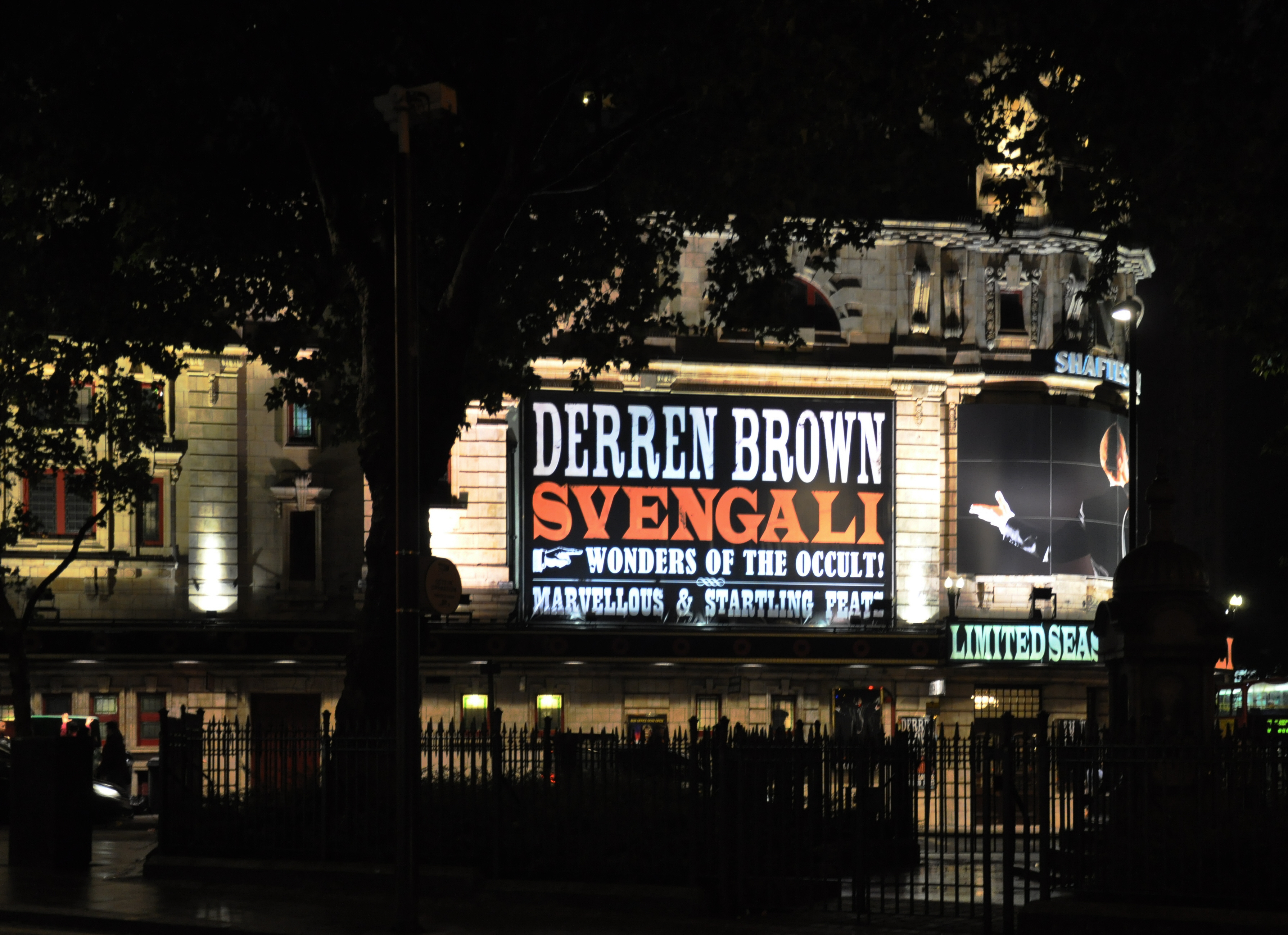
Locandina dello spettacolo di Derren Brown allo Shaftesbury Theatre di Londra nel 2011

### I metodi di suggestione
Brown utilizza una varietà di metodi per realizzare le sue illusioni tra magia tradizionale/tecniche di prestigio, tecniche di memoria, ipnosi, lettura del linguaggio del corpo e della comunicazione non verbale, psicologia cognitiva, lettura a freddo, psicologia subliminale, (specificamente l'uso di PWA - "percezione senza coscienza") e suggerimento ideomotorio.
In un'intervista a New Scientist nel 2005, quando gli viene chiesto come ha "acquisito le sue abilità psicologiche", Brown dice che ha imparato le abilità da un ipnotizzatore, ma che non era sicuro di come applicarle fino a quando ha iniziato ad imparare l'uso della micromagia. Alla domanda se egli è in grado di rilevare le bugie, Brown ha affermato di essere in grado di leggere segnali sottili come un micro-movimenti muscolari che indicano a lui se qualcuno sta mentendo. Per quanto riguarda il suo apparente successo nell'ipnotizzare le persone, ha dichiarato che normalmente può individuare un tipo di persona suggestionabile e sceglie quella persona per essere il suo partecipante. Egli ritiene che la presenza di una telecamera aumenta anche la suggestionabilità.

#### Brown e la PNL

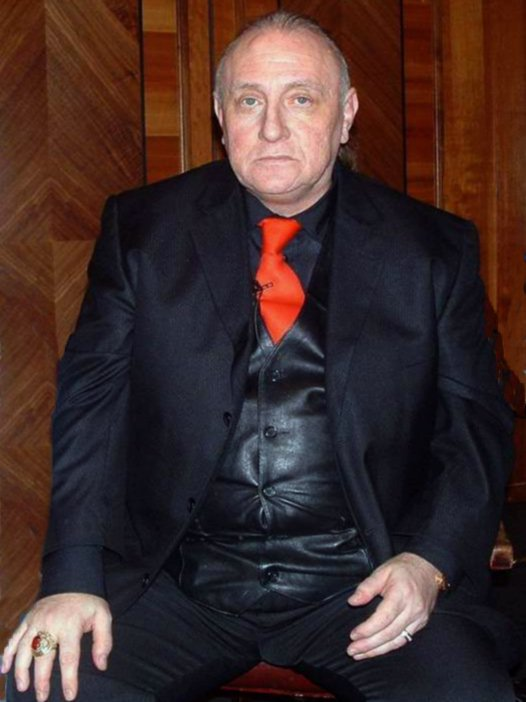
Il fondatore della PNL Richard Bandler

Diversi autori hanno sostenuto che Brown utilizza, senza dichiararlo, la programmazione neuro linguistica (PNL), un sistema inventato da Richard Bandler e John Grinder, e che le sue tecniche sono "costituite da una serie di trucchi magici", depistaggi e, in maniera più intrigante, guidare il pubblico a fornire la risposta che desidera da loro, utilizzando sottili segnali subliminali nella sua conversazione con loro ". In risposta all'accusa di chi sostiene ingiustamente di utilizzare la PNL ogni volta che si esibisce, Brown scrive: "La verità è che non ho mai fatto nulla che non ho detto nel mio libro". Brown è interessato anche fuori scena a questi sistemi e ne discusse nel contesto più ampio di ipnotismo e di suggestione. Nel suo libro Trucchi della Mente, Brown afferma che in effetti ha frequentato un corso di PNL con Richard Bandler, il co-creatore della PNL e mentore di Paul McKenna. Egli scrive che il concetto dei segnali oculari d'accesso della PNL è una tecnica di "uso limitato", nel suo libro Pure Effect. I modelli di linguaggio che egli usa per suggerire comportamenti sono molto simili nello stile a quelli usati da Richard Bandler e dall'ipnotizzatore da cui Bandler ha imparato le sue abilità, Milton Erickson. In Trucchi della Mente Brown spiega anche che agli studenti di PNL è stato dato un attestato dopo un corso di soli quattro giorni, che gli attestava la possibilità di praticare la PNL come terapeuti. Un anno dopo Brown ha frequentato la classe, ricevendo una serie di lettere in cui era scritto che avrebbe ricevuto un ulteriore certificato, ma non per il superamento di un test, ma per restare in contatto con l'associazione. Dopo aver ignorato la loro richiesta, ha poi ricevuto il nuovo certificato di PNL nella sua casella di posta, non richiesto.
Brown, nonostante non faccia parte del circuito della PNL, ha anche elogiato Bandler e le sue abilità, pur affermando che è più facile usare abilità psicologiche con persone che credono già nel suo metodo, mentre è più difficile usarle con un pubblico che non ti conosce bene (come fa Brown, appunto): "Ho visto Bandler all'opera e mi è apparso indubbiamente straordinario, così come può esserlo uno showman. È contagioso e al contempo carismatico e antipatico. Si ama il suo mondo e si adora il suo approccio, pur quasi non credendogli. Non è difficile prendere delle persone da un gruppo di fedeli entusiasti e suggestionabili e fargli vivere quello che sembra essere un grande cambiamento davanti al pubblico".

## Altre attività
Brown si è dedicato anche alla pittura e alla fotografia durante la sua carriera.